# PopTop Software
PopTop Software – amerykański producent gier komputerowych, znany z publikowania gier strategicznych takich jak Railroad Tycoon II (1998) oraz Tropico (2001).

## Historia
PopTop Software zostało założone w 1993 przez Phila Steinmeyera. Jej siedziba znajdowała się w Fenton, w Saint Louis, w stanie Missouri. Jej ostatnia strategiczna gra, Shattered Union, została wydana w październiku 2005 roku. 
W 2000 roku PopTop Software zostało przejęte przez Take-Two Interactive. W marcu 2006 roku Take-Two Interactive ogłosiło, że PopTop Software zostanie połączone ze studiem Sida Meiera – Firaxis Games. Meier kieruje połączonym studiem.

## Wybrane gry
- Railroad Tycoon II (1998)
- Tropico (2001)
- Railroad Tycoon 3 (2003)
- Shattered Union (2005)